# Necessidade (psicologia)
Necessidade designa em psicologia um estado interno de insatisfação causado pela falta de algum bem necessário ao bem-estar.
Henry Murray (1938), um dos primeiros a pesquisar sobre o assunto, classificou as necessidades em necessidades primárias ou viscerogênicas, que são as necessidades de natureza biológica (fome, sede, sono), e necessidades secundárias ou psicogênicas, que são necessidades que derivam de uma necessidade primária ou são inerentes à estrutura psíquica humana. Como a pessoa procura diminuir o estado interno de deficit, uma necessidade funciona como um impulso para determinados comportamentos. A intensidade de uma necessidade determina a intensidade do comportamento a que ela está ligada: quanto mais intensa a necessidade, mais intensa a ação. Tal "intensidade" pode se expressar de diferentes formas: pelo vigor, entusiasmo, perseverança - ou mesmo a prioridade que se dá ao comportamento em detrimento de outros. Dessa forma uma necessidade tem um caráter diretivo com relação ao comportamento: por um lado ela determina o objeto ou evento necessários para sua saciação e, por outro, ela determina se essa satisfação se dá através de um movimento para perto desse objeto ou para longe dele - por exemplo "sede" e "medo de nadar" têm ambos por objeto a água, mas a direção é diferente. Toda necessidade é assim direcional.
As necessidades variam o tempo todo. No entanto determinadas pessoas têm uma determinada tendência a ter certas necessidades mais frequentemente, ou mais intensamente do que outras. Quando uma necessidade têm para uma pessoa uma certa estabilidade ela torna-se uma parte de sua personalidade. Nesse caso se chamam necessidades disposicionais.
Outro conceito muito próximo é o de motivo. Tanto necessidades como motivos estão intimamente ligados à motivação.

## O sistema de necessidades de Murray
H. Murray (1938) descreveu dois tipos de necessidades: as necessidades primárias, fisiológicas, e as secundárias, aprendidas no decorrer da vida, de acordo com estruturas físicas, sociais e culturais do ambiente. As necessidades secundárias são definidas apenas pelo fim a que elas se direcionam e não por características superficiais do comportamento observável. Correspondente às necessidades, que são internas, Murray postula a existência de uma pressão do lado do ambiente ou da situação: é a atração ou repulsa geradas pelo ambiente no indivíduo. De uma maneira fenomenológica ele diferencia dois tipos de pressão: a pressão alfa é a exercida objetivamente pela situação, pressão beta é a exercida pela situação tal qual o indivíduo a percebe. A principal diferença entre motivo e necessidade é que aquele pode ser influenciado tanto por uma necessidade quanto por uma pressão externa. Assim a solidão (pressão) pode levar ao desejo de fazer novos amigos (motivo). Como as necessidades, também os motivos podem ser disposicionais.
Murray desenvolveu uma longa lista de necessidades (ou motivos) - sobretudo psicogênicas - que ele supunha serem comuns a todas as pessoas. Para ele as pessoas se diferenciam na proporção em que para elas cada uma dessas necessidades é mais ou menos marcante. Eis alguns deles (em negrito as mais pesquisadas empiricamente):
- Necessidades ligadas à ambição:
  - Desempenho
  - Reconhecimento
  - Exibição
- Necessidades relacionadas a objetos inanimados:
  - Aquisição
  - Ordem
  - Retenção
  - Construção
- Necessidades ligadas à defesa do próprio status :
  - Evitação de mostrar as próprias fraquezas
  - Defesa
  - Reação a ameaças
- Necessidades ligadas ao poder humano:
  - Dominância
  - Deferência
  - Autonomia
  - Contrariação a outras opiniões
  - Agressão
  - Submissão
  - Evitação de vergonha
- Necessidades ligadas à afeição entre pessoas
  - Afiliação (comunidade)
  - Rejeição
  - Cuidar
  - Ser cuidado
  - Brincar
- Necessidades ligadas à troca de informações:
  - Conhecimento
  - Explicação

Segundo Murray as necessidades não se manifestam isoladas, mas se relacionam entre si. Muitas vezes duas ou mais necessidades se fundem, refletindo-se em um só e mesmo comportamento - por exemplo conhecer novas pessoas pode estar a serviço tanto da necessidade de afiliação como da de reconhecimento. Outras vezes uma necessidade está a serviço de outra - por exemplo quando a necessidade de ordem está a serviço da necessidade de desempenho. Duas ou mais necessidades podem também estar em conflito umas com as outras - por exemplo a necessidade de intimidade pode estar em conflito com a necessidade de autonomia. Esses três tipo de relações possíveis entre necessidades são também possíveis entre necessidades e pressões externas.
Para medir o "perfil de necessidades" de uma pessoa, Murray desenvolveu com outros colegas o teste de apercepção temática, um teste projetivo composto de uma série de figuras. A pessoa sendo testada tinha atarefa de contar uma história, explicando a cena dos quadros. A ideia por trás do teste é que, ao contar uma história, a pessoa projetaria as suas necessidades na história - e com base nisso o pesquisador poderia medir as necessidades mais marcantes de uma pessoa.
O modelo de Murray foi muito influente e foi o início de uma grande tradição científica. Como se viu, a diferença entre necessidade e motivo em Murray nem sempre é muito clara - a sua lista de necessidades também é de motivos..

## A teoria de Maslow

A hierarquia de necessidades de Maslow

Abraham Maslow (1970), partindo de outro referencial teórico (psicologia humanista), propôs uma outra teoria das necessidades humanas. Segundo ele as diferentes necessidades formam uma hierarquia, como uma pirâmide.
Algumas necessidades são extremamente primitivas, básicas e exigentes. Por serem assim fundamentais, elas formam a base da pirâmide: são as necessidades fisiológicas. No próximo degrau da pirâmide estão necessidades igualmente vitais, mas menos exigentes: são as necessidades de segurança íntima (física e psíquica). Maslow considerava essa segunda classe de necessidades menos exigente porque elas precisam ser saciadas menos frequentemente e, uma vez saciadas, tais necessidades permanecem satisfeitas por períodos relativamente longos.
No próximo nível da pirâmide as necessidades passam a tornar-se mais sociais: são as necessidades de amor e relacionamentos (participação). É o desejo de companhia, afeição, de ser aceito, que só pode ser satisfeito através de interação com outras pessoas.
Mais acima estão as necessidades de estima (autoconfiança), que incluem o desejo de ser bom em alguma atividade, de ter uma certa forma de poder, e de ser apreciado. Enquanto no nível imediatamente inferior se tratava de a pessoa sentir-se aceita (sem um juízo), aqui trata-se de ela ser apreciada, ou seja, julgada boa.
No ápice da pirâmide se encontram as necessidades de autorrealização - ou seja a necessidade se desenvolver as próprias potencialidades. Autorrealização é assim, para Maslow, o mais alto dos motivos.
A organização piramidal das necessidades tem algumas implicações. Em primeiro lugar, as necessidades mais embaixo são mais primitivas e urgentes do que as mais de cima - as necessidades vão perdendo a "força motivacional", à medida que estão mais em cima da pirâmide. Ao mesmo tempo, à medida que sobem na hierarquia as necessidades tornam-se menos animalescas (mais distantes do instinto) e mais humanas (mais próximas da razão). Assim, ao mesmo tempo em que é desejável atingir os níveis mais altos da pirâmide, as necessidades mais básicas são mais poderosas. Somente quando necessidades mais básicas estão saciadas torna-se possível partir para o próximo nível - ou melhor, o próximo nível se torna perceptível.
Maslow (1955) descreve uma diferença qualitativa entre as necessidades básicas e mais elevadas: as primeiras são necessidades defectivas, ou seja, baseadas na falta e devem, assim, ser saciadas para evitar um estado indesejável, enquanto as necessidades dos níveis mais altos da pirâmide são necessidades de crescimento. Estas necessidades não buscam ser saciadas para se evitar algo indesejável, mas para se alcançar algo mais desejável.